# Requiem (Dvořák)
Il Requiem in si bemolle minore op. 89, B. 165 di Antonín Dvořák è una messa funebre per voci soliste, coro e orchestra, composta nel 1890.

## Storia
Antonín Dvořák compose il Requiem all'inizio della sua maggiore attività creativa. La struttura della messa non è tradizionale: la composizione è divisa in due parti principali, ognuna delle quali inizia con un'originale interconnessione di diverse sequenze liturgiche. Dvořák inserì tra il Sanctus e l' Agnus Dei un movimento lirico, Pie Jesu, basato sul testo finale del Dies Irae. Il motivo melodico base del Requiem è creato da due semitoni ascendenti che incorporano una molto dolorosa terza diminuita, che inizia il pezzo e continua in molte varianti come il motivo principale per tutto il lavoro.
Questa composizione venne eseguita per la prima volta il 9 ottobre 1891, a Birmingham, in Inghilterra, diretta dallo stesso autore.

## Struttura
- Sezione I:
  - 1. Introitus: Requiem aeternam
  - 2. Graduale: Requiem aeternam
  - 3. Sequentia: Dies irae – Tuba mirum – Quid sum miser – Recordare, Jesu pie – Confutatis maledictis – Lacrimosa
- Sezione II :
  - 4. Offertorium: Domine Jesu Christe – Hostias
  - 5. Sanctus – Pie Jesu
  - 6. Agnus Dei

Il tempo di esecuzione medio è di 95 minuti.

## Orchestrazione
L'opera è stata scritta per soprano, contralto, tenore e basso, coro SATB, e un'orchestra avente un organico costituito da ottavino, 2 flauti, 2 oboi, corno inglese, 2 clarinetti, clarinetto basso, 2 fagotti, controfagotto, 4 corni, 4 trombe, 3 tromboni (2 tenori e 1 basso), tuba, timpani, tam-tam, campane, organo, arpa (solo Offertorium e Hostias) e archi.

## Registrazioni
- Antonín Dvořák: Rekviem – Orchestra Filarmonica Ceca, Coro Filarmonico Ceco, diretto da Karel Ančerl, maestro del coro Markéta Kühnová; solisti: Maria Stader – soprano, Sieglinde Wagner – contralto, Ernst Haefliger – tenore, Kim Borg – basso. Supraphon, 1959, riedizione in due CD 1991 (Ančerl Gold Edition no.13). Questa registrazione vinse il "Grand Prix du disque de l´Académie Charles Cros".
- Dvořák: Requiem for soloists, chorus and orchestra, Op. 89 – Orchestra Filarmonica Ceca, coro misto di Kühn, diretta da Wolfgang Sawallisch; solisti: Gabriela Beňačková, Brigitte Fassbaender, Thomas Moser, Jan Hendrik Rootering.
- Dvořák: Requiem b-moll, op. 89 – London Symphony Orchestra, diretta da István Kertesz, coro Ambrosian Singers, solisti: Pilar Lorengar, Erzsebet Komlossy, Robert Ilosfalvy, Tom Krause; pubblicato da Decca.
- Dvořák: Requiem, op. 89, New Jersey Symphony Orchestra, diretta da Zdeněk Mácal, Westminster Choir, solisti: Oksana Krovytska (soprano), Wendy Hoffman (mezzo soprano), John Aler (tenore), Gustav Beláček (basso). 1999 Delos.
- Dvořák: Requiem, op. 89, Capella Weilburgensis, diretta da Doris Hagel, Kantorei der Schlosskirche Weilburg, solisti: Mechthild Bach (soprano), Stefanie Irányi (mezzo soprano), Markus Schäfer (tenore), Klaus Mertens (basso). 2006 Profil – Edition Günter Hänssler.
- Dvořák,  Requiem, Symphony No. 8, Orchestra del Royal Concertgebouw, diretta da Mariss Jansons, Wiener Singverein, solisti: Krassimira Stoyanova (soprano), Mihoko Fujimura (mezzo soprano), Klaus Florian Vogt (tenore), Thomas Quasthoff (basso). 2010 RCO Live.
- Dvořák: Requiem, op. 89, Warsaw National Philharmonic Orchestra e coro, diretta da Antoni Wit, solisti: Christiane Libor (soprano), Ewa Wolak (contralto), Daniel Kirch (tenore), Janusz Monarcha (basso). 2014 Naxos Records.